# Nicolas Gavory
Nicolas Gavory, né le 16 février 1995 à Beauvais en France, est un footballeur français qui joue au poste d'arrière gauche à la KAS Eupen.

## Biographie

### En club

#### Clubs français
Nicolas Gavory évolue en équipe de France dans les catégories de jeunes. Il reçoit une sélection avec les moins de 16 ans, deux avec les moins de 17 ans et enfin une avec les moins de 19 ans.
Le 22 septembre 2012, Gavory fait ses débuts professionnels sous les couleurs de l'AJ Auxerre. Il entre en jeu à la place de Paul-Georges Ntep contre Guingamp en Ligue 2.
Après deux saisons à l'AS Béziers en National (division 3), Gavory rejoint en juin 2017 le Clermont Foot qui évolue en Ligue 2. Il réalise une saison exceptionnelle en délivrant douze passes décisives en championnat.

#### FC Utrecht
Le 1er août 2018, Gavory s'engage au FC Utrecht. Le 11 août, il débute en Eredivisie en remplaçant Urby Emanuelson lors d'une défaite 4-0 contre le PSV Eindhoven.

#### Standard de Liège
En juin 2019, Gavory est transféré au Standard de Liège entrainé par Michel Preud'homme où il devient d'emblée titulaire au poste d'arrière gauche pendant les deux premières saisons et participe en outre à 15 matches de Ligue Europa, y inscrivant un but contre les Hongrois de Fehérvár. Le 25 avril 2021, il joue la totalité de la finale de la Coupe de Belgique 2021 perdue 2-1 contre le KRC Genk. N'entrant plus dans les plans de l'entraineur Mbaye Leye à partir du 23 octobre 2021 qui lui préfère Niels Nkounkou, il ne dispose plus de temps de jeu jusqu'à la fin de l'année.

#### Fortuna Düsseldorf
Nicolas Gavory est transféré le 12 janvier 2022 lors du mercato hivernal au Fortuna Düsseldorf, club évoluant en division 2 allemande. En octobre 2022, il est victime à l'entrainement d'une déchirure d'un tendon de la cuisse gauche le privant de compétition jusqu'en avril 2023.

#### KAS Eupen
Libéré de tout contrat par le Fortuna, il retourne en Belgique et signe le 23 juillet 2025 un contrat de deux ans avec la KAS Eupen, soit jusqu’au 30 juin 2027.

## Statistiques
| Saison                | Club                  | Championnat           | Championnat | Championnat | Championnat | Coupe nationale | Coupe nationale | Coupe nationale | Coupe de la Ligue | Coupe de la Ligue | Coupe de la Ligue | Compétition(s) continentale(s) | Compétition(s) continentale(s) | Compétition(s) continentale(s) | Compétition(s) continentale(s) | Total | Total | Total |
| Saison                | Club                  | Division              | M.          | B.          | P.d.        | M.              | B.              | P.d.            | M.                | B.                | P.d.              | Comp.                          | M.                             | B.                             | P.d.                           | M.    | B.    | P.d.  |
| 2012-2013             | AJ Auxerre            | Ligue 2               | 2           | 0           | 0           | -               | -               | -               | 1                 | 0                 | 0                 | -                              | -                              | -                              | -                              | 3     | 0     | 0     |
| 2013-2014             | AJ Auxerre            | Ligue 2               | 7           | 0           | 0           | 1               | 0               | 0               | 1                 | 0                 | 0                 | -                              | -                              | -                              | -                              | 9     | 0     | 0     |
| 2014-2015             | AJ Auxerre            | Ligue 2               | 1           | 0           | 0           | -               | -               | -               | 1                 | 0                 | 0                 | -                              | -                              | -                              | -                              | 2     | 0     | 0     |
| Sous-total            | Sous-total            | Sous-total            | 10          | 0           | 0           | 1               | 0               | 0               | 3                 | 0                 | 0                 | -                              | -                              | -                              | -                              | 14    | 0     | 0     |
| 2015-2016             | AS Béziers            | National              | 30          | 1           | 1           | 1               | 0               | 0               | -                 | -                 | -                 | -                              | -                              | -                              | -                              | 31    | 1     | 1     |
| 2016-2017             | AS Béziers            | National              | 29          | 3           | 0           | 1               | 0               | -               | -                 | -                 | -                 | -                              | -                              | -                              | -                              | 30    | 3     | 0     |
| Sous-total            | Sous-total            | Sous-total            | 59          | 4           | 1           | 2               | 0               | 0               | -                 | -                 | -                 | -                              | -                              | -                              | -                              | 61    | 4     | 1     |
| 2017-2018             | Clermont Foot         | Ligue 2               | 33          | 0           | 12          | 1               | 0               | 0               | 2                 | 1                 | 0                 | -                              | -                              | -                              | -                              | 36    | 1     | 12    |
| 2018-2019             | FC Utrecht            | Eredivise             | 35          | 1           | 6           | 3               | 0               | 0               | -                 | -                 | -                 | -                              | -                              | -                              | -                              | 38    | 1     | 6     |
| 2019-2020             | Standard de Liège     | Division 1A           | 29          | 0           | 3           | 1               | 0               | 0               | -                 | -                 | -                 | C3                             | 6                              | 0                              | 0                              | 36    | 0     | 3     |
| 2020-2021             | Standard de Liège     | Division 1A           | 37          | 1           | 4           | 2               | 0               | 0               | -                 | -                 | -                 | C3                             | 9                              | 1                              | 2                              | 48    | 2     | 6     |
| 2021-2022             | Standard de Liège     | Division 1A           | 11          | 1           | 0           | 1               | 0               | 0               | -                 | -                 | -                 | -                              | -                              | -                              | -                              | 12    | 1     | 0     |
| Sous-total            | Sous-total            | Sous-total            | 77          | 2           | 7           | 4               | 0               | 0               | -                 | -                 | -                 | -                              | 15                             | 1                              | 2                              | 96    | 3     | 9     |
| 2021-2022             | Fortuna Düsseldorf    | 2. Bundesliga         | 12          | 0           | 0           | -               | -               | -               | -                 | -                 | -                 | -                              | -                              | -                              | -                              | 12    | 0     | 0     |
| 2022-2023             | Fortuna Düsseldorf    | 2. Bundesliga         | 16          | 1           | 1           | 2               | 0               | 0               | -                 | -                 | -                 | -                              | -                              | -                              | -                              | 18    | 1     | 1     |
| 2023-2024             | Fortuna Düsseldorf    | 2. Bundesliga         | 25          | 0           | 4           | 2               | 0               | 0               | -                 | -                 | -                 | -                              | -                              | -                              | -                              | 27    | 0     | 4     |
| 2024-2025             | Fortuna Düsseldorf    | 2. Bundesliga         | 18          | 1           | 1           | 0               | 0               | 0               | -                 | -                 | -                 | -                              | -                              | -                              | -                              | 18    | 1     | 1     |
| Sous-total            | Sous-total            | Sous-total            | 71          | 2           | 6           | 4               | 0               | 0               | -                 | -                 | -                 | -                              | -                              | -                              | -                              | 75    | 2     | 6     |
| 2025-2026             | KAS Eupen             | Division 1B           | -           | -           | -           | -               | -               | -               | -                 | -                 | -                 | -                              | -                              | -                              | -                              | 0     | 0     | 0     |
| Total sur la carrière | Total sur la carrière | Total sur la carrière | 285         | 9           | 32          | 15              | 0               | 0               | 5                 | 1                 | 0                 | -                              | 15                             | 1                              | 2                              | 320   | 11    | 34    |

## Palmarès

### En club
|  |  | Standard de Liège - Coupe de Belgique : - Finaliste : 2021. |